# 1983 في بيرو
فيما يلي قوائم الأحداث التي وقعت خلال عام 1983 في بيرو.

## سياسة

### انتهاء فترة المنصب
- 26 يوليو – فالنتين بانياغوا president of the Chamber of Deputies of Peru ‏.

## رياضة
- 1 يناير – كوبا بيرو 1983 الفائز Sport Pilsen Callao [الإنجليزية]‏.

## مواليد

### يناير
- 14 يناير – رودريغو باتشيكو لاعب تنس الريشة.[1]

### فبراير
- 21 فبراير – دييغو بوستامينت لاعب كرة قدم بيروفي.[2]

### مارس
- 11 مارس – خافيير سالازار لاعب كرة قدم بيروفي.

### أبريل
- 17 أبريل – روبرتو خيمينيز لاعب كرة قدم.[3]
- 18 أبريل – هرنان رينجيفو لاعب كرة قدم بيروفي.[4]

### مايو
- 12 مايو – باميلا رودريغيز مغنية بيروفية.
- 14 مايو – خوسيه كارلوس فرنانديز لاعب كرة قدم بيروفي.[5]

### أغسطس
- 10 أغسطس – جوناثان ميسيلو ملاكم بيروفي.

### سبتمبر
- 2 سبتمبر – رينزو جيفارا لاعب كرة قدم بيروفي.[6]

### أكتوبر
- 5 أكتوبر – خوان مانويل فارغاس لاعب كرة قدم بيروفي.[7]

### نوفمبر
- 30 نوفمبر – باولو دي لا هازا لاعب كرة قدم بيروفي.[8]

### ديسمبر
- 2 ديسمبر – فانيسا جيري ممثلة بيروفية.

## وفيات

### يونيو
- 16 يونيو – أوفيليا مونتيسكو (مواليد 1936) ممثلة بيروفية.